# 沈文瀚
沈文瀚（?—?），江蘇省通州直隸州泰興縣人，清朝政治人物、進士出身。
光緒十八年（1892年），参加光緒壬辰科殿試，登進士二甲62名。同年五月，改翰林院庶吉士。光緒二十年四月，散館，授翰林院編修。